# Molino Doll
Molino Doll é uma junta de governo da província de Entre Ríos, na Argentina.